# Ermolao II Barbaro

Stemma della famiglia Barbaro

Ermolao Barbaro (Venezia, 1548 – Venezia, 22 dicembre 1622) è stato un patriarca cattolico italiano.

## Biografia
Pronipote di Francesco Barbaro e figlio di Marcantonio Barbaro, procuratore di San Marco, fu al servizio del fratello Francesco, quando era patriarca di Aquileia. Il 12 febbraio 1596 papa Clemente VIII lo nominò coadiutore al patriarcato cum iure successionis e contestualmente anche arcivescovo titolare di Tiro.
Alla morte del fratello (1616) fu nominato patriarca il 23 agosto dello stesso anno, ma non poté fare il proprio ingresso solenne in Udine, visto lo stato di guerra tra Venezia e l'Arciducato d'Austria (guerra di Gradisca). L'ingresso solenne in Udine avvenne solo il 18 luglio 1618, quando la pace era stata raggiunta. In ogni caso preferì continuare ad abitare a Venezia, senza trasferirsi in terra friulana.
Precedentemente, nel concistoro del 22 maggio 1617, gli era stato affiancato come coadiutore, cum futurae successionis spe, il vescovo di Torcello, Antonio Grimani.
Durante il suo episcopato, si riaccesero le polemiche e le contestazioni alla giurisdizione del patriarcato sulle parrocchie e sui prelati di alcuni territori arciducali (principalmente Gradisca e Gorizia).
Ermolao Barbaro morì a Venezia il 22 dicembre 1622 ed il suo corpo fu tumulato in San Giorgio Maggiore. Successivamente il suo corpo, unitamente a quello del fratello e predecessore Francesco fu posto nel monumento funebre eretto in Sant'Antonio Abate in Udine.